# Mixing Colours
| Recensione | Giudizio |
| ---------- | -------- |
| AllMusic   |          |
| Rumore     | 75/100   |

Mixing Colours è un album in studio di Roger e Brian Eno del 2020 pubblicato dalla Deutsche Grammophon.

## Il disco
Si tratta del primo e finora unico album realizzato insieme dai due fratelli britannici e contiene il materiale registrato nell'arco di quindici anni. Secondo le parole di Alessandro Besselva Amerame di Rumore, l'album si caratterizza per "gli asciutti e sospesi fraseggi del piano di Roger, all'insegna di quello che potremmo definire una sorta di minimalismo schubertiano, e Brian che cuce intorno alle note una ragnatela di echi, riverberi, permutazioni, distorsioni amniotiche e fantasmi di orchestre sintetiche".

## Formazione
- Brian Eno
- Roger Eno

## Tracce
1. Spring Frost – 4:07
2. Burnt Umber – 4:16
3. Celeste – 4:23
4. Wintergreen – 4:10
5. Obsidian – 5:06
6. Blonde – 4:10
7. Dark Sienna – 3:48
8. Verdigris – 4:03
9. Snow – 4:40
10. Rose Quartz – 4:08
11. Quicksilver – 5:13
12. Ultramarine – 2:28
13. Iris – 2:54
14. Cinnabar – 3:21
15. Desert Sand – 4:50
16. Deep Saffron – 4:39
17. Cerulean Blue – 4:02
18. Slow Movement: Sand – 4:56